# Penge (Zuid-Afrika)
Penge is een township in de Zuid-Afrikaanse provincie Limpopo met ongeveer 2.819 inwoners in 2011. Het dorp ligt aan de oevers van de Olifantsrivier en ligt 40 km ten noorden van Burgersfort.

## Geschiedenis
Het dorp is ook slachtoffer van de dalende vraag naar asbest. In 1907 werden op de farm Penge grote hoeveelheden amosiet (wit asbest) ontdekt. De plaats is vernoemd naar een buitenwijk van Londen. De mijnbouwactiviteiten begonnen in 1910 en lange tijd leverden de twee verwante mijnen Weltevrede en Kromellenberg het grootste deel van de wereldproductie van dit asbest. De mijnen zijn onlangs gesloten.